# Орадівський заказник
Орадівський заказник — ентомологічний заказник місцевого значення. Об'єкт розташований на території Христинівського району Черкаської області, село Орадівка.
Площа — 14 га, статус отриманий у 1983 році.